# Региональная система обороны
Региональная система обороны (РСО, англ. Regional Security System, RSS) — военно-политический блок, объединяющий несколько государств Карибского бассейна. Основан в октябре 1982 года для коллективного реагирования на угрозы безопасности, которые влияли на стабильность в регионе в конце 1970-х и в начале 1980-х годов.

## История
В октябре 1982 года Антигуа и Барбуда, Доминика, Сент-Люсия и Сент-Винсент и Гренадины подписали меморандум о взаимопонимании с Барбадосом для обеспечения «взаимной помощи». Сент-Китс и Невис присоединился 1983 году, а Гренада в 1985 году, спустя два года после операции вторжения США и РСО в страну. В сентябре 2022 года к договору присоединилась Гайана.
Меморандум был обновлён в 1992 году, и система приобрела юридический статус в марте 1996 в рамках договора, который был подписан в Сент-Джорджес, Гренада. РСО изначально начинался как инструмент США по борьбе с распространением коммунизма в Карибском регионе. В 2001 году РСО наладил дальнейшее сотрудничество с Карибским сообществом в рамках Региональной группы по проблемам преступности и безопасности (CRTFCS).
В июне 2010 года Соединённые Штаты Америки и страны Карибского бассейна возобновили сотрудничество в рамках Партнёрства во имя процветания и безопасности в регионе. В рамках совместного соглашения США обязались оказать помощь в создании Восточно-Карибской береговой охраны стран РСО.
Впоследствии Канада также пообещала сотрудничать с Региональной системой обороны для борьбы с угрозой экспансии центральноамериканских преступных группировок в англоязычную часть Карибского региона.

## Операции
| Год операции | Место                                   | Описание |
| ------------ | --------------------------------------- | --- |
| 1983         | Гренада                                 | вмешательство и восстановление правительства |
| 1989         | Антигуа, Монтсеррат и Сент-Китс и Невис | помощь в связи с ураганом Хьюго |
| 1990         | Тринидад и Тобаго                       | предотвращение государственного переворота |
| 1994         | Сент-Китс и Невис                       | подавление тюремного бунта |
| 1995         | Антигуа, Сент-Китс и Невис              | помощь в ликвидации последствий ураганов Луис и Мэрлин |
| 1998         | Сент-Китс и Невис                       | помощь в преодолении последствий урагана Джорджес |
| 1998         | Сент-Винсент и Гренадины                | ликвидация конопляных посевов |
| 2003         | Сент-Люсия                              | перевод заключённых в новую тюрьму |
| 2004         | Гренада                                 | помощь Гренаде в связи с последствиями урагана Иван |
| 2006         | Барбадос                                | борьба с восстанием в тюрьмах |
| 2009         | Сент-Винсент и Гренадины                | уничтожение посевов конопли |
| 2010         | Гаити                                   | помощь после землетрясения |
| 2017         | Доминика                                | помощь в ликвидации последствий урагана Мария в 2017 году. РСО сыграла важную роль в восстановлении порядка после волны мародёрства и уничтожения имущества |